# تيان هان
تيان هان (بالصينية:田汉) هو من أهم الموسيقيين الصينيين ومن اعظمهم يرجع له الفضل في تأليف النشيد الوطني لجمهورية الصين الشعبية ولد تيان هان في 1 مارس 1898 له العديد من الأسماء التي اشتهر بها منها:
- شو-شانغ (بالصيني:寿昌)
- الأوزة البرية المعلمة (بالصيني:伯鸿)
- شين- يو- شورين (بالصيني:漱人)
- المعلم الصيني (بالصيني:汉仙)

ولد تيان هان في مدينة شانجشا في هونان تعلم في اليابان مات مسجوناً بسبب تهمة اتهم بها في 10 ديسمبر 1968.

## روابط خارجية
- تيان هان على موقع الموسوعة البريطانية (الإنجليزية)
- تيان هان على موقع ميوزك برينز (الإنجليزية)